# Josip Kašman
Josip Kašman (Mali Lošinj, 14. srpnja 1850. – Rim, 7. veljače 1925.) bio je hrvatski pjevač, bariton.

## Životopis
Hrvatski bariton svjetskoga glasa, prozvan “kraljem baritona”  Josip Kašman, rođen kao četrnaesto dijete u svojoj obitelji zapazio je lošinjski župnik i preporučio mu glazbeno školovanje. Učio je pjevanje u Udinama kod Alberta Giovanninija, a kazališnu je karijeru započeo u opernoj družini G. B. Andreazza u Milanu.

## Glazbena karijera
Josip Kašman bio je član prve stalne zagrebačke Opere te nastavio usavršavati pjevanje kod Ivana pl. Zajca. Pjevao je naslovne uloge na praizvedbama Zajčevih opera Mislav i Ban Leget. Sâm sv. papa Pio X. bio je osobiti Kašmanov štovatelj, pa se tako i založio za njegovu amnestiju nakon što je, (zbog bolesti) izbjegnuo mobilizaciju za vrijeme Austro-Ugarske okupacije BiH i emigrirao u Italiju. Ostvario je izrazito uspješnu međunarodnu karijeru i gostovao na najvećim svjetskim pozornicama. God. 1883. nastupio je pri otvorenju Metropolitan opere u New Yorku.  Skladatelj Alberto Franchetti mu je posvetio naslovnu ulogu u operi Cristoforo Colombo, koju je pjevao na praizvedbi 1892. u povodu proslave 400. obljetnice otkrića Amerike. Nastupao je u Chicagu, Varšavi, Madridu, Barceloni, Portugalu, Monte Carlu, Kairu, Aleksandriji, Bayreuthu, Argentini, Urugvaju, Sankt Peterburgu i Moskvi, a pjevao je na sedam jezika,  opere svih stilskih razdoblja, ali i sakralnu glazbu, ponajprije oratorije don Lorenza Perosija, koji je i njemu posvetio pojedina djela. 
Kašmanove interpretacije snimljene su na gramofonskim pločama, njegov baritonski glas posjedovao je raspon i boje od basovskih dubina do tenorskih visina. Kašman se bavio i skladateljskim radom. U Malom Lošinju je od 1907. svakoga ljeta priređivao koncerte, a njemu u čast Lošinjani su spjevali pjesmu u spomen na njegov povratak u Domovinu. Zapisi njegovih suvremenika o njemu svjedoče da je bio:  ...najplemenitiji umjetnik, veličanstveni i genijalni pjevač s glasom bogatim sugestivnim vibracijama, gospar pozornice... stasite, impozantne i snažne pojave, živa igra puna mladenačkog žara... zvučni, opsežni i jaki glas... veličanstveni glas, plemenitost, uzorna deklamacija, dramska snaga... kraljevski korak, kraljevski pogled, kraljevske geste, otmjenost i plemenština u predanju, sjajna i savršena dikcija; njegova božanska umjetnost! Od 1916. godine predavao je pjevanje mladim pjevačima u napuljskom Konzervatoriju. 
Njegovo ime danas nose lošinjski Puhački orkestar i donedavno Glazbena škola, a povodom 160. godine rođenja i 85. godišnjice smrti, na Petim Danima Josipa Kašmana 2010. godine postavljena je i spomen-ploča na njegovoj rodnoj kući, koju je otkrio današnji hrvatski i svjetski poznati basbariton Giorgio Surian, također rodom iz Hrvatskoga primorja. 

## Dani Josipa Kašmana
Već deset godina zaredom u Malome se Lošinju održavaju Dani Josipa Kašmana u organizaciji Pučkog otvorenog učilišta Mali Lošinj, na čelu s gđom prof. Gordanom-Majom Antoninić i uz Zagrebački operni studio čiji je umjetnički ravnatelj mo. Antun Petrušić, te Udruge Kirhes, koja se nastavlja na djelovanje Zagrebačkog opernog studija.
Do sada su na Kašmanovim danima nastupili desetci mladih i istaknutih hrvatskih opernih umjetnika koji su izveli brojne koncerte i operne predstave Nikola Šubić Zrinjski Ivana pl. Zajca, Porgy i Bess George Gershwina, Kazališni ravnatelj i Bastien i Bastienna W. A. Mozarta,  Služavka gospodarica Giovannija Battiste Pergolesija, dijelovi iz mjuzikla Jalta, Jalta Alfija Kabilja, Ljekarnik Josepha Haydna, te pjevački seminari koje su vodili hrvatski operni umjetnici i pedagozi Cynthia Hansell-Bakić i Giorgio Surian.

## Vanjske poveznice
- Kašman, Josip Hrvatska enciklopedija. LZMK
- LZMK / Hrvatski biografski leksikon: Kašman, Josip (autorica: Marija Barbieri, 2009.)
- Opera.hr – Marija Barbieri: Josip Kašman (Giuseppe Kaschmann)  Arhivirana inačica izvorne stranice od 4. ožujka 2016. (Wayback Machine)